# Малышевское городище
Малышевское городище — древнерусское городище середины X века, обнаруженное вблизи посёлка Любытино (Новгородская область России).
Крепость на Малышевском городище, как считается историками, была построена дружинниками, оставленными на Новгородской земле княгиней Ольгой в середине X века во время её похода на Лугу, Псков и другие земли современного Северо-Запада России и существовала 20 — 30 лет.
С 1997 года сотрудниками и студентами Новгородского государственного университета под руководством  В. Я. Конецкого на городище ведутся археологические раскопки. За время проведения раскопок были обнаружены предметы быта дружинников, женские украшения, керамические изделия и др.
В 2007 году исследовался центральный участок городища. Были обнаружены остатки жилых и хозяйственных построек. Среди находок — многочисленные бытовые предметы, стеклянные бусы, в том числе глазчатые. Характерно наличие следов пребывания дружинников например предметов вооружения.